# Knittlingen
Knittlingen è una città tedesca situata nel land del Baden-Württemberg.